# Chris Brown (futbolista)
Christopher Brown (nacido el 10 de marzo de 1977 en Portland, Oregón) es un futbolista estadounidense retirado que jugaba como volante ofensivo y cuyo último club fue el Portland Timbers de la USL First Division.

## Trayectoria
| Clubes juveniles     |                        |                  |
| Período              | Club                   | Partidos (goles) |
| 1996-1999            | University of Portland | ? (?)            |
| Clubes profesionales |                        |                  |
| 1999-2003            | Kansas City Wizards    | 133 (16)         |
| 2003-2004            | New England Revolution | 3 (3)            |
| 2004                 | Houston Dynamo         | 12 (2)           |
| 2005-2007            | Real Salt Lake         | 60 (7)           |
| 2008                 | Portland Timbers       | 27 (8)           |

- Datos: Q5105996